# Csáthi Dániel
Csáthi Dániel, Csáti, Csáthy (Szikszó, 1703 – Nagykőrös, 1757. január 24.) református lelkész, a Dunamelléki Református Egyházkerület püspöke 1753-tól haláláig.

## Élete
Csáthy György és Pozsonyi Zsuzsanna fia volt. Az alsóbb iskolai osztályokat szülőhelyén végezte el, míg 1718. november 26-án Debrecenben iratkozott be felsőbb tanulónak. Innen 1726-ban rektornak ment Püspökibe, honnan külföldre is ellátogatván, előbb Bremenben, 1729. június 3-tól a franekeri egyetemen gyarapította ismereteit. Hazajővén, 1730-tól Hegyközcsatáron, 1747 tavaszától Nagykőrösön lelkészkedett. Helmeczi Komoróczi István halála után 1753-ban püspökévé választotta a dunamelléki egyházkerület. Koporsóba tételekor Mocsi István nagykőrösi második pap prédikált fölötte és temetésekor Szőnyi Virág Mihály kunszentmiklósi lelkész és Losonczi István nagykőrösi tanár.
Műve: Az halálnak minden emberekkel egyaránt köz voltáról (Gyászbeszéd Beleznai János felett 1754. dec., Buda, 1758.)